# São Bernardo (Aveiro)
São Bernardo è una parrocchia civile (freguesia) nel comune di Aveiro. La popolazione nel 2011 era di 4 960 abitanti, su una superficie di 3,94 km².